# برای یک دختر
برای یک دختر 
(به تلوگویی: Oka Laila Kosam) و (به انگلیسی: For one girl) فیلمی هندی محصول سال ۲۰۱۴ و به کارگردانی ویجی کومار کوندا است. در این فیلم بازیگرانی همچون نگا چایتانیا، پوجا هگده، سومان و سایاجی شینده ایفای نقش کرده‌اند.